# Bird of Paradise (singolo Snowy White)
Bird of Paradise è il singolo d'esordio di Snowy White, ex chitarrista dei Thin Lizzy, estratto dall'album del 1983 White Flames.
Il singolo rimane il più grande successo di White, avendo raggiunto il 6º posto nella UK Singles Chart nel gennaio 1984, ed essendo rimasto in classifica per 11 settimane.
White ha inoltre eseguito la canzone nello show televisivo della BBC Top of the Pops nel 1984.
La canzone prende il proprio nome dai cosiddetti "uccelli del paradiso" (paradiseidi).

## Composizione
- Snowy White – chitarra, voce
- Kuma Harada – basso
- Godfrey Wang – sintetizzatore
- Richard Bailey – batteria, percussioni